# Grand Est Open 88 2024
Il Grand Est Open 88 2024 è un torneo di tennis giocato sul terra rossa. È la 17ª edizione del torneo, facente parte della categoria WTA 125 nell'ambito del WTA Challenger Tour 2024. Si gioca al Tennis Club de Contrexéville di Contrexéville in Francia dall'8 al 14 luglio 2024.

## Partecipanti al singolare

### Teste di serie
| Nazionalità | Giocatrice           | Ranking* | Testa di serie |
| ----------- | -------------------- | -------- | -------------- |
| Argentina   | Nadia Podoroska      | 65       | 1              |
| Francia     | Varvara Gracheva     | 70       | 2              |
| Egitto      | Mayar Sherif         | 78       | 3              |
| Italia      | Lucia Bronzetti      | 81       | 4              |
| Brasile     | Laura Pigossi        | 110      | 5              |
| Colombia    | Emiliana Arango      | 122      | 6              |
| Paesi Bassi | Suzan Lamens         | 138      | 7              |
| Francia     | Elsa Jacquemot       | 151      | 8              |
| Croazia     | Lucija Ćirić Bagarić | 167      | 9              |

* Ranking al 1 luglio 2024.

### Altre partecipanti
Le seguenti giocatrici hanno ricevuto una wildcard per il tabellone principale:
- Audrey Albié
- Amandine Hesse
- Jenny Lim
- Margaux Rouvroy

Le seguenti giocatrici sono passate dalle qualificazioni:
- Diana Martynov
- Amandine Monnot
- Conny Perrin
- Elena Pridankina

Le seguenti giocatrici sono state ripescate in tabellone come lucky loser:
- Gao Xinyu
- Iryna Šymanovič
- Caroline Werner

### Ritiri
Prima del torneo
- Varvara Gracheva → sostituita da  Caroline Werner
- Anastasija Tichonova → sostituita da  Iryna Šymanovič

## Partecipanti al doppio

### Teste di serie
| Nazione       | Giocatrice         | Nazione | Giocatrice      | Ranking* | Testa di serie |
| ------------- | ------------------ | ------- | --------------- | -------- | -------------- |
| Taipei cinese | Wu Fang-hsien      | Cina    | Zhang Shuai     | 111      | 1              |
| Georgia       | Oksana Kalašnikova |         | Iryna Šymanovič | 152      | 2              |

* Ranking al 1 luglio 2024. 

## Campionesse

### Singolare
Lucia Bronzetti ha sconfitto in finale  Mayar Sherif con il punteggio di 6-4, 6(4)-7, 7-5.

### Doppio
Oksana Kalašnikova /  Iryna Šymanovič hanno sconfitto in finale  Wu Fang-hsien /  Zhang Shuai con il punteggio di 5-7, 6-3, [10-7].